# 피에르 불

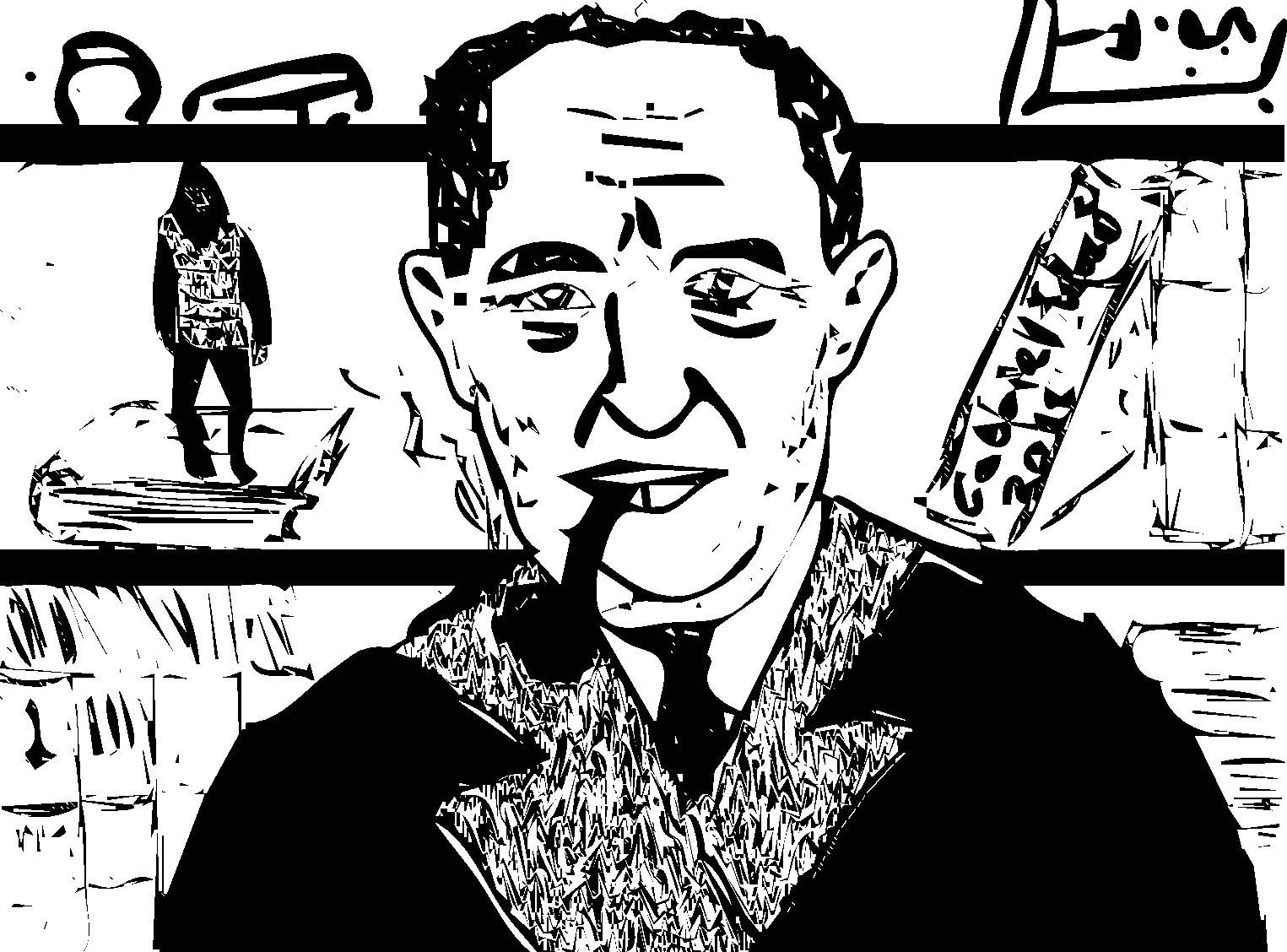

피에르 불(프랑스어: Pierre Boulle, 1912년 2월 20일 ~ 1994년 1월 30일)은 프랑스의 소설가이다. 대표작으로는 《콰이 강의 다리》(Le Pont de la rivière Kwaï, 1952년), 《혹성탈출》(La Planète des Singes, 1963년) 등이 있다.
피에르 불은 세계2차대전 발발 시 말레이시아에서 고무 농장을 운영하고 있었고 인도차이나 지역의 프랑스군에 입대해 참전했다. 프랑스가 참패한 이후 싱가포르로 도망가 자유프랑스운동에 참가하였고 일본의 침략이 있은 후 랑군(양곤)과 버마로드를 지나 쿤밍으로 이동하여 인도차이나의 게릴라 침략에 참가한 뒤 1942년 체포되었지만 2년뒤 탈출하여 인도의 특공대에 들어가게 된다. 전쟁 기간 동안 피에르 불은 <콰익강의 다리>, <혹성탈출> 등의 책을 쓴다.